# Llista de doctors honoris causa per la UIB
El títol de doctor honoris causa és concedit per la Universitat de les Illes Balears a persones rellevants i que destaquin en el camp de la recerca o la docència, en el conreu de les arts i de les lletres, o bé d'aquelles activitats que tinguin una repercussió notòria i important des del punt de vista universitari en els terrenys acadèmic, científic, artístic o cultural, tecnològic i social. És un mèrit preferent haver estat relacionat amb la UIB, amb la comunitat autònoma de les Illes Balears o amb la cultura pròpia d'aquesta.

## Llista (amb any d'investidura)
- 1976ː Guillem Colom Casasnovas
- 1979ː Joan Miró i Ferrà
- 1980ːCamilo José Cela Trulock
- 1981ː Ignasi Ribas Marquès
- 1983ː Francesc de Borja Moll i Casasnovas, Josep Sureda i Blanes
- 1984ː Manuel Tuñón de Lara
- 1988ː Gabriel Escarrer Julià
- 1989ː Fèlix Pons Irazazábal
- 1990ː Antoni Tàpies i Puig
- 1992ː Bernat Nadal Ginard, Fernando A. Rubió i Tudurí, Raymond Mildmay Wilson Rickett
- 1994ː Miquel Batllori i Munné
- 1995ː Marià Villangómez i Llobet
- 1996ː Miquel Dolç i Dolç, Òscar Ribas i Reig
- 1997ː Joan Mascaró i Fornés, Miquel Colom Mateu, Raimon Panikkar Alemany
- 1998ː Enric Valor i Vives, Josep Melià i Pericàs, Vinton Gray Cerf, Antoni Truyol Serra
- 1999ː Josep Massot i Muntaner, Emilio Lledó Iñigo, Jafar Jafari
- 2000ː Joan Pons Álvarez
- 2001ː Antoni Martorell Miralles
- 2002ː Cesare Segre
- 2004ː Jean Dausset
- 2005ː Josep Palau i Fabre
- 2006ː Cristóbal Serra Simó, Francisco J. Ayala
- 2007ː Antoni M. Badia i Margarit, Miquel Barceló Artigues
- 2008ː Felicià Fuster i Jaume
- 2010ː Nancy E. Bockstael
- 2011ː Eduard Punset i Casals
- 2014ː Carlos Fuentes Macías
- 2015ː Maria del Mar Bonet i Verdaguer
- 2016ː Anthony Bonner, Joan Veny i Clar, Josep Lluís Sureda i Carrión
- 2017ː Carme Riera Guilera
- 2019ː Oriol Bonnín Gubianas
- 2021ː Pilar Benejam i Arguimbau

## Font
- Llista de doctors honoris causa per la UIB - Lloc web oficial